# Gymnase de Töölö
Le gymnase de Töölö (en finnois : Töölön kisahalli) est une salle de sports située dans le quartier de Töölö à Helsinki en Finlande,. 

## Description
L'édifice est conçu par Aarne Hytönen et Risto-Veikko Luukkonen et construit en 1935 à proximité du Stade olympique, de l'opéra national de Finlande et du  stade Sonera.
Le bâtiment est construit à l'origine comme hall d’expositions finnois : Messuhalli pour accueillir des concerts, des banquets et des événements sportifs.Il sert de nos jours à l'entrainement et aux compétitions sportifs. 
Le bâtiment est agrandi par son aile nord pour les jeux olympiques d'été de 1952.
Pendant ces jeux, il reçoit les compétitions de gymnastique, de lutte, de boxe et d'haltérophilie ainsi que la finale de basket-ball.
En 1975, le gymnase devient la propriété de la ville d'Helsinki et il reçoit son nom actuel.
C'est la base des équipes de basketball Torpan Pojat et Helsinki Seagulls (en).
Le bâtiment est cité par Docomomo International comme représentatif de l'architecture moderne en Finlande.

### Articles connexes

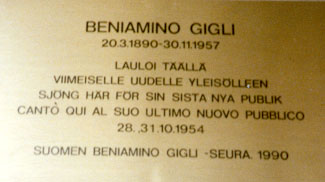
Plaque commémorative de la visite de Beniamino Gigli à Helsinki sur le mur de la salle de concours du Gymnase, 28-31 octobre 1954.